# Philippe Berre
Pour les articles homonymes, voir Berre.
Philippe Berre, né le 6 juin 1954 à Paris et mort le 2 juin 2021 à Neuvic en Corrèze, est un escroc français qui sévit en France dans les années 1980, 1990 et 2000 sous les noms d'emprunt de M. Lebrun, M. Leberret, Pierre Lebert, Roger Martin ou Pierre Etchever. Il se fait passer pendant près d'un mois pour un ingénieur chargé de coordonner des travaux de l'A 28, à Saint-Marceau (Sarthe). Xavier Giannoli s'inspire librement de cette usurpation pour son film À l'origine, sorti en salles le 11 novembre 2009 et dans lequel le rôle de Philippe Berre est interprété, sous une autre identité, par François Cluzet.

## Biographie

### Jeunesse
Les enquêtes successives relatives à Philippe Berre ne permettent de réunir que peu d'informations sur sa jeunesse. Durant son enfance, il semble qu'il vive, avec ses parents dans le 20e arrondissement de Paris, boulevard de Ménilmontant. Aucune trace administrative de lui, enfant, n'est trouvée dans les registres d'écoles primaires.

### Usurpations
À partir des années 1980, son parcours est difficile à tracer et semble constituer une succession entre périodes de détention et périodes d'usurpations diverses; néanmoins quatre périodes importantes de forfaitures semblent se dégager.

#### La quatre-voiesN 176entre Dol-de-Bretagne et Dinan en 1979
En 1979, à l'âge de 26 ans, il commet une première usurpation notable en Bretagne, dans une région où la population attend depuis plusieurs années la construction d'une voie rapide dite « quatre-voies ». En 2011, l'hebdomadaire Le Pays malouin publie un article décrivant deux projets extravagants conçus par Philippe Berre dans la région. Daniel Bonnefoy, alors responsable de l'agence d'intérim Ecco à Saint-Malo (Ille-et-Vilaine), y révèle que lorsque Berre s'y présente il se prétend conducteur de travaux pour une grande entreprise marseillaise de travaux publics (la « GMT ») adjudicataire d'un appel d'offres pour la construction d'une portion de la route N 176, reliant Dol-de-Bretagne (Ille-et-Vilaine) à Dinan (Côtes-d'Armor), un projet qui, à ce moment-là, n'en est encore qu'à ses débuts.
Berre exprime le besoin urgent d'embaucher un ouvrier et une secrétaire puis loue et équipe des bureaux à Saint-Malo. La secrétaire commence à travailler immédiatement, envoyant des courriers et commandant des tonnes de gravier, qui sont effectivement livrées. Pendant ce temps, les ouvriers sont envoyés sur le terrain pour effectuer des travaux préparatoires de mesure et de bornage sur le site où Berre envisage de construire la nouvelle voie. Un intérimaire est également envoyé à Dinan pour prendre des mesures pour un projet prétendument destiné à bitumer une rue historique de la ville.
Des doutes commencent à surgir lorsque des contrats reviennent à l'agence d'intérim, révélant que la société de travaux publics en question a déménagé dix ans auparavant.
La semaine se termine dans la confusion, et le lundi suivant, la compagne de Berre informe Bonnefoy que Berre vient d'être interné, ce qui conduit à l'arrêt du chantier.
Après son divorce, en 1983, à 29 ans, il commence à parcourir la France en commettant de « petits larcins pour avoir de l’argent ». Sa première condamnation date de 1983. On perd ensuite sa trace dans les années 1980. Il refait surface en 1996, à Mâcon (Saône-et-Loire), tentant de relancer un chantier de route à quatre voies, selon un mode opératoire similaire à celui de 1979 à Dinan.

#### Le carrefour de laRN 79à Mâcon en 1996
La route nationale 79 (RN 79), en Saône-et-Loire, relie Digoin à Charnay-lès-Mâcon. Longue de 74 kilomètres, c'est une section de la route Centre-Europe Atlantique (RCEA) et de la route européenne 62 (E 62), alors en partie seulement classée voie express. La RN 79 est, en dehors des aménagements, une voie encombrée et particulièrement dangereuse car la mise à deux fois deux voies n'est pas effective sur l'ensemble de son parcours. De ce fait, la RN 79 est régulièrement citée comme la route la plus meurtrière de France. Après des années d'enquête, le projet de mise à niveau de la RN 79 en autoroute est déclaré d'utilité publique par décret ministériel en avril 2017.
Philippe Berre, informé de la parution imminente du décret et des attentes des élus locaux et d'une population lassée des accidents sur cette portion de la RN 79, trouve un emploi dans une entreprise de bâtiment et travaux publics (BTP) et y dérobe des carnets de commandes. À la fin de 1996, il tente de faire modifier un carrefour particulièrement dangereux de la RN 79. Il recrute des intérimaires, fait stationner des engins de chantier, mais, lassés de mesurer la route sans que des travaux ne s'engagent réellement, les ouvriers commencent à s’interroger. Devant leur insistance, Berre est contraint de disparaître.

#### L'A 28à Saint-Marceau en 1997
En mars 1997, à Saint-Marceau (Sarthe), il se fait passer pendant près d'un mois pour un ingénieur (sous la fausse identité de Roger Martin) chargé d'actions relatives au chantier de l'autoroute A28, alors interrompu à la suite de la découverte d'une espèce de scarabée protégée, le pique-prune (anecdote reprise dans le scénario du film À l'origine).
Il parvient à s'installer dans une ferme (qui doit constituer une base arrière du chantier de l'autoroute), à engager du personnel, à louer du matériel et à faire effectuer quelques tâches à son équipe. Contrairement au contenu proposé par le scénario du film À l'origine, jamais son équipe n'intervient sur le chantier de l'autoroute A28. Il y établit toutefois à proximité de véritables installations de chantier, contracte un emprunt auprès d'une banque locale, recrute 24 ouvriers spécialisés, assemble une grue de 70 tonnes, loue 15 engins de terrassement lourds et lance cette force de travail sur des milliers de mètres carrés de terrain, prétendument pour construire « la base technique de l'autoroute A 28 Alençon-Le Mans-Tours ».
Il est arrêté à la suite de soupçons provenant d'un des fournisseurs de matériel. L'instruction de cette affaire est conduite par Laurent Leguevaque, alors juge d'instruction, qui est par la suite un des conseils de Xavier Giannoli pour la réalisation de son film, à la fin duquel il joue d'ailleurs son propre rôle.
Philippe Berre est condamné en 1998 pour cette affaire concomitamment avec celle du carrefour de la RCEA de Mâcon à une peine de cinq ans de prison ferme par le tribunal de Mâcon, cinq ans d’interdictions de droits civiques et l’obligation d’indemniser les victimes, cette condamnation constituant alors sa 17e condamnation.

#### Forfaitures entre 2004 et 2007
À sa sortie de prison, il parcourt la France (29 départements, 2 800 km) durant sept mois, s'inventant tour à tour des fonctions de garde forestier, de technicien de la direction départementale de l'Équipement (DDE) ou encore de capitaine de corvette, pour abuser la confiance de restaurateurs, d'hôteliers ou de vendeurs de véhicules. En 2004, il revient dans la région de Saint-Malo (Ille-et-Vilaine) sous l'identité de Pierre Etchever, commandant des Douanes. Pour parfaire son imposture, il crée de fausses réquisitions sur du papier à en-tête du ministère des Finances et une carte professionnelle contrefaite. Pour renforcer sa crédibilité, Berre se dote également d'un uniforme complet de douanier avec galons et d'un faux pistolet Beretta acheté dans une fête foraine.
Il se fait poser par un garagiste local des plaques d'immatriculation administratives sur une Peugeot 406 de location, qu'il ne restitue pas, et y ajoute un gyrophare. Se présentant en mission, il prétend devoir équiper une équipe de vingt hommes à Saint-Malo et demande des devis à des commerçants locaux.
En outre, pour éviter de payer ses frais d'hôtel, Berre quitte les établissements un jour avant la fin de sa réservation, prétextant une urgence policière.
Déjà condamné pour des faits similaires en 2000 à Amiens, il est finalement arrêté par les gendarmes en février 2004 à l'hôtel Campanile de Saint-Jouan-des-Guérets (Ille-et-Vilaine). Berre est condamné en juillet 2007 par la cour d'appel de Rennes à 30 mois de prison, dont six avec sursis et mise à l'épreuve.
Mis en détention provisoire à la maison d'arrêt de Troyes, il est finalement libéré de façon préventive[Quoi ?] en mars 2008.

#### Tempête Xynthia à Charron en 2010
En novembre 2009, le film À l'origine sort dans les salles. D'après un psychologue l'ayant suivi, Philippe Berre se retrouve alors confronté à une « rivalité narcissique avec le personnage du film ». Cette rivalité semble s'accentuer après l'obtention du César de la meilleure actrice dans un second rôle par Emmanuelle Devos, événement qui donne sans doute un nouvel éclairage médiatique au film de Xavier Giannoli, sorti quelques mois auparavant. Le 28 février 2010, Philippe Berre rend même visite à Xavier Giannoli.
Quelques jours plus tard, c'est à Charron (Charente-Maritime), qu'il tente de combler l'écart moral qui le sépare de son double cinématographique. En effet, il se fait passer pendant quatre jours pour un fonctionnaire du ministère de l'Agriculture et de la Pêche chargé de la coordination des secours relatifs à la tempête Xynthia. Le 4 mars 2010, quarante-huit heures après la tempête, Philippe Berre débarque en treillis militaire, sous le nom de Pierre Lebert, au volant d'un véhicule 4 × 4 équipé d'un gyrophare volé quelques jours auparavant, en se faisant passer pour un fonctionnaire détaché de l'Institut national de l'information géographique et forestière (IGN), organisme dépendant du ministère de l'Agriculture. Le maire, Jean-François Faget, l'accueille et installe à sa demande un poste de commandement (PC) dans un préfabriqué. Durant quatre jours, muni de faux bons de réquisition, Pierre Lebert alias Philippe Berre procède à des réquisitions au profit de la commune et fait livrer des citernes d'essence, des pelles mécaniques et des bungalows pour aider les sinistrés, coordonnant efficacement sur le terrain le travail des bénévoles, avant l'arrivée officielle des secours. Le quinquagénaire, qui se présente fort d'une expérience en matière de déblaiement et de nettoyage, affirmant avoir déjà été l’envoyé du ministère pour l'innondation de Vaison-la-Romaine en 1992 et pour la tempête de 1999, fait livrer à Charron des citernes de carburant pour les engins de déblaiement, escortées par des motards de la gendarmerie nationale. Il réserve également des chambres d'hôtel pour anticiper l'arrivée des pompiers. Pendant quelques jours, Berre transporte des hauts-fonctionnaires, allant jusqu'à les accompagner durant l’inspection des digues à bord de son véhicule 4 x 4 volé alors qu'il n'a pas le permis de conduire.
Le maire est intrigué par le zèle de cet ingénieur envoyé par le ministère. Le 7 mars 2010, alors que Berre veut faire commander deux importantes chambres froides pour y entreposer les vivres que la solidarité nationale envoie aux sinistrés, le maire décroche son téléphone pour s'assurer auprès de la préfecture que cet émissaire a bien les pleins pouvoirs pour agir. Une heure plus tard, les gendarmes viennent interpeller Berre. À l'issue de quarante-huit heures de garde-à-vue, le procureur de la République de La Rochelle ouvre une information judiciaire et Berre est incarcéré à la prison de Vivonne (Vienne). Il fait en effet alors l'objet, depuis novembre 2009, d'un mandat d'arrêt délivré à Troyes (Aube) après sa condamnation à cinq ans de prison pour différentes escroqueries, récidives d’escroquerie, filouterie, grivèlerie, usage de faux, contrefaçon de chèques.

#### Dernières années
En avril 2010, il est condamné par le tribunal correctionnel de Châteauroux (Indre) à quatre ans de prison ferme pour 51 infractions d'abus de confiance, escroquerie, filouterie et conduite sans permis, au préjudice le plus souvent d'hôtels-restaurants, dans plusieurs départements entre juin et septembre 2008. Durant cette période, il se fait passer pour un agent de la répression des fraudes à Saulieu (Côte-d'Or); pour un agent du ministère de l'Environnement en Corrèze; il réserve 11 chambres pour un séminaire dans le département de Loir-et-Cher; il affirme être membre du service ministériel du suivi des ours de l'Office national de la chasse et de la faune sauvage (ONCF - équipe Ours) dans les Pyrénées-Atlantiques. Ailleurs, il est un ancien commandant de la DGSE, montre des papiers à en-tête tricolore. Il veut recruter des vigiles pour le Parlement de Strasbourg. Il a la confiance du Premier ministre François Fillon. Après avoir volé à Manosque (Alpes-de-Haute-Provence) le véhicule 4 x 4 du ministère de l’Agriculture, et avant de rejoindre Charron pour la tempête Xynthia, il séjourne quelques jours dans un hôtel des environs. Il vient compter les arbres du Parc naturel régional du Luberon, négocie le tarif de « trois chambres, six mois » pour lui et deux collègues inventés. Il part sans régler au bout de quatre nuits. Même mode opératoire en Haute-Loire et dans le Jura, où il se dit mandaté par l'Office national des forêts (ONF) pour réaliser un inventaire des arbres de la Forêt communale de Lons-le-Saunier - Conliège avant de disparaître subitement.
Il est détenu pour ces diverses affaires à la maison d'arrêt d'Uzerche (Corrèze) où « il attend avec impatience de s'exprimer sur les faits » au moment du procès, explique son avocat rochelais, Vincent Vanraët. Selon Me Vanraët, c'est « quelqu'un qui est très seul, qui se sent oublié de la société » « et que l'intérêt médiatique du procès » « ne dérange absolument pas » en raison de son grand besoin de reconnaissance.
« L'important pour moi, c'est que vous montriez que j'ai bien fait mon travail », se plaît à répéter Philippe Berre au cinéaste Xavier Giannoli, qui, en mars 2010, qualifie l'arnaqueur de « personnage complexe et contradictoire »,".
Le 5 avril 2012, il comparaît devant le tribunal correctionnel de La Rochelle pour son usurpation à Charron lors de la tempête Xynthia en 2010. Le 28 juin 2012, Philippe Berre est condamné à trois ans de prison pour s'être présenté faussement comme un fonctionnaire de l'IGN. Dans le box, il explique : « Je me suis présenté au maire comme étant du ministère de l’Agriculture. Il avait besoin de matériel. Il ne savait plus où donner de la tête, car il y avait sans arrêt des visites officielles ». Jean-François Faget, le maire de Charron, n’a qu’un seul regret. « Je n’ai pas été cité par son avocat à son procès pour témoigner. Je serai intervenu pour le défendre. Cet homme ne mérite pas d’être en prison. Il mérite d’être soigné. Je n’ai même pas pu le voir lorsqu’il a été arrêté ».

Il effectue sa peine à la maison d'arrêt d'Uzerche. Dominique Rivière, médecin au centre pénitentiaire de Tulle, croise alors sa route :  
« On a assez vite sympathisé », raconte Dominique Rivière, « à tel point qu’il m’a invité à prendre un pot chez lui une fois sorti de prison. Il avait un besoin d’être reconnu, considéré, et s’est inventé une espèce de personnage. Il vivait comme quand on était gamins, qu’on trichait au Monopoly et qu’on planquait un billet de 50 000 francs sous la table pour se payer un hôtel ! » dit-il en plaisantant. Avant de poursuivre : « Il avait comme projet d’écrire ses mémoires et de raconter notamment ce qu’il a vécu avec François Fillon, qu’il ne portait pas trop dans son cœur. Malheureusement, il n’a pas eu le temps. Il avait de sérieux problèmes de santé et il est décédé début juin » 
À sa sortie de détention, il entre en maison de retraite de Neuvic, près d'Ussel. Souffrant depuis plusieurs années de problèmes cardiaques, il y décède le 2 juin 2021, quelques jours après la sortie du troisième et dernier confinement de la pandémie COVID.